# Милан Кнежевић (генерал)
Милан Кнежевић (Доњи Храстовац, код Суња, 23. октобар 1923 — Београд, 15. мај 1976) био је учесник Народноослободилачке борбе и генерал-потпуковник ЈНА.

## Биографија
Рођен је 23. октобра 1923. у Доњем Храстовцу, код Суња. Школовао се у Сиску и Бањалуци, где је као средњошколац приступио револуционаром омладинском покрету. Непосредо пред почетак Другог светског рата 1941. примљен је у чланство Комунистичке партије Југославије (КПЈ).
Након окупације Југославије, активно се укључио у примпреме оружаног устанка, након чијег је почетка постао партизански борац. У току рата налазио се на дужностима — политичког комесара Трећег батаљона Шеснаесте банијске бригаде, политичког комесара Седме банијске бригаде и политичког комесара Седме банијске дивизије, од јануара 1945. године.
После ослобођења Југославије, наставио је војну каријеру у Југословенској армији (ЈА). Завршио је Вишу војну академију ЈНА и Генералштабну школу у САД (Војна академија Сједињених Држава). У ЈНА налазио се на дужностима — политичког комесара дивизије, начелника Школског центра АБХО, команданта дивизије, команданта корпуса, начелника Штаба армије и др. Од 31. августа 1973. до 18. маја 1974. налазио се на дужности начелника Кабинета Врховног команданта оружаних снага СФРЈ маршала Југославије Јосипа Броза Тита, а након тога је био начелник Кабинета савезног секретара за народну одбрану генерала армије Николе Љубичића.
Умро је 15. маја 1976. на Војномедицинској академији у Београду. Сахрањен је 18. маја у Алеји заслужних грађана на Новом гробљу у Београду.
Носилац је Партизанске споменице 1941. и других југословенских одликовања, међу којима су Орден братства и јединства првог реда и Орден заслуга за народ другог реда.